# Manuscrit latin 6823
Liber de herbis et plantis
Cet article court présente un sujet plus développé dans : Tractatus de herbis.
Le manuscrit latin 6823 de la Bibliothèque nationale de France est un manuscrit enluminé compilé au début du XIVe siècle. Il contient notamment un texte connu sous le titre Liber de herbis et plantis, qui fait partie de la tradition textuelle et figurative du Tractatus de herbis. Il a été rédigé et illustré par Manfred de Monte Imperiale.